# Ademdepressie
Ademdepressie (ook wel: ademhalingsdepressie) is een verminderde ademhaling, zowel in diepte als frequentie, die wordt veroorzaakt door onderdrukking van de ademhaling. Een ademdepressie kan zowel acuut als geleidelijk optreden. Het begrip ademdepressie heeft niets te maken met psychiatrische depressie.
Normaal gesproken voelt men een drang om te ademen (de 'ademhalingsprikkel') als na verloop van tijd de hoeveelheid kooldioxide in het bloed toeneemt. In vaktermen heet dit de toename van de PaCO2. Het kost na enige tijd moeite om de adem in te houden en uiteindelijk krijgt het ademhalingscentrum de overhand. Dit gebied van de hersenen veroorzaakt tevens alertheid en angst als de ademhaling wordt bemoeilijkt, vergelijkbaar met dyspneu. Hoewel enigszins beïnvloedbaar, is dit een autonoom systeem.
Een ademhalingsdepressie loopt fataal af als er niet snel wordt ingegrepen; vaak is behandeling op de intensive care nodig en moet de patiënt mechanisch worden beademd.
Bij patiënten met een verhoogd risico wordt in de kliniek continu de saturatie (zuurstofverzadiging van de rode bloedcellen) gemeten, meestal gekoppeld aan een alarm dat afgaat als de gemeten waarde te laag wordt.

## Oorzaken
- Aandoeningen

Door ziekte (bijvoorbeeld bij septische shock en encefalitis) kan de ademhalingsprikkel gestoord raken. Ook een CVA, epilepsie, ALS en andere aandoeningen van het zenuwstelsel kunnen een ademdepressie veroorzaken. COPD- en astmapatiënten hebben daarvoor een verhoogd risico omdat zij gewend zijn aan een iets hoger pC02 dan gezonde mensen.
- Ongevallen

Door een ongeval waarbij hersenletsel of een hoge dwarslaesie optreedt, kan het ademhalingsmechanisme zodanig beschadigd zijn dat een ademdepressie optreedt.
- Gif en verdovende middelen

Door vergiften, overdosering van alcohol en andere verdovende middelen als heroïne en methadon kan de ademhalingsprikkel zover worden onderdrukt dat de persoon in kwestie helemaal niet meer spontaan ademt. Vaak zijn mensen die het zover gebracht hebben volkomen buiten bewustzijn, wat hen de kans ontneemt zelf actief door te ademen en hulp te zoeken. Verondersteld wordt dat ademdepressie een belangrijke doodsoorzaak is voor junks, omdat ze vaak niet of niet op tijd worden gevonden.
- Medicijnen

Een aantal soorten medicijnen kan zorgen voor een (gedeeltelijke) ademdepressie. De belangrijkste categorieën zijn slaapmiddelen (benzodiazepinen en de ouderwetse barbituraten), en opioïden zoals morfine, vooral bij hoge intraveneuze dosering. Bij kinderen en ouderen is het om deze reden oppassen met hoestdrankjes, aangezien die vaak zwakke opioïden bevatten zoals codeïne en dextromethorfan, en dikwijls voor het slapen gaan worden ingenomen.
Let op: Ademdepressie is iets anders dan verstikking: Bij ademdepressie is de ademweg vrij maar is de ademprikkel (gedeeltelijk) afwezig; bij verstikking is er wel een ademprikkel maar is het door een mechanische of chemische oorzaak niet mogelijk te ademen.

## Behandeling
Een ademdepressie kan worden bestreden met mechanische beademing totdat de patiënt het weer zelf kan. Een ademdepressie veroorzaakt door sterke opioïden zoals morfine en heroïne kan naast beademing worden behandeld met de antagonist naloxon.